# Moti di Aranjuez

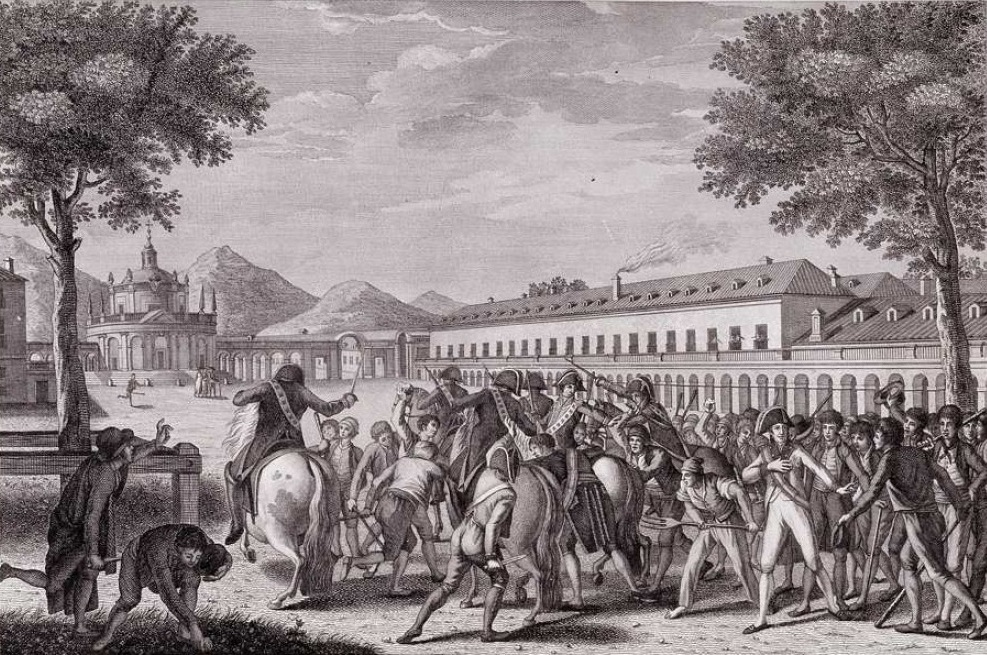
L'arresto del principe di Godoy in una stampa contemporanea

I moti di Aranjuez (spagnolo: Motín de Aranjuez), noti anche come ammutinamento di Aranjuez, furono una rivolta contro il re Carlo IV che ebbe luogo nella città di Aranjuez, in Spagna, dal 17 al 19 marzo 1808. L'evento, che si celebra ogni anno nella prima settimana di settembre, commemora la caduta del monarca e la successiva ascesa al trono di suo figlio Ferdinando VII. Si celebra a settembre anziché a marzo poiché le celebrazioni rinnovate ad Aranjuez, iniziate nel 1988, si sono aggiunte alle feste di settembre preesistenti.

## Premesse
Il trattato di Fontainebleau aveva avuto delle pesanti ricadute sugli equilibri politici spagnoli, perché Ferdinando, figlio primogenito di Carlo IV di Borbone, intendeva approfittare della nuova situazione per liberarsi del primo ministro Manuel Godoy - sospettato di volere usurpare la corona del padre. Nel mezzo dell'avvio delle operazioni militari delle forze franco-spagnole contro il Portogallo, Ferdinando tentò un colpo di mano per salire al potere. È molto probabile che il governo francese fosse al corrente della manovra, ma la scoperta della congiura, li costrinse a negare ogni coinvolgimento e a inviare per far fronte a eventuali reazioni diversi contingenti francesi in Spagna.
Ferdinando, evitò l'arresto grazie all'intercessione francese. Crescevano intanto all'interno del campo francese le pressioni a forzare la mano e liquidare dalla scena i Borbone, per inserire in maniera organica la Spagna nel blocco imperiale. Premeva soprattutto Gioacchino Murat, che aveva assunto il comando in capo delle truppe di stanza in Spagna e che nel marzo del 1808 aveva fatto ingresso a Madrid.
In questa situazione, che vedeva la Spagna sotto sostanziale occupazione francese, prese forma la rivolta di Aranjuez località dove la famiglia reale e la corte avevano appena fatto trasloco dalla capitale. Ferdinando dichiarò il genitore incapace di intendere e volere, ridotto a burattino nelle mani di Godoy. La sollevazione portò all'arresto del ministro e alla salita al trono di Ferdinando, ma l'intervento di Murat bloccò l'operazione.